# T14突撃戦車
T14突撃戦車(Assault Tank T14)は、第二次世界大戦中にアメリカ合衆国とイギリスの二国間共同で開発された車輛である。T14突撃戦車は、イギリスで使用するための歩兵戦車を、両国で共用するべく設計されることが予想されていた。
イギリスのチャーチル歩兵戦車は2年に渡り就役しており、これは当初の型式よりも大幅な改善が施されたことから、本車の先行モデルは、1944年まで生産されなかった。T14突撃戦車の計画は試作に留まり、実現段階にまで到らなかった。アメリカでの開発努力は、同様によく装甲が施され、しかし使用に際してより高速の発揮できる戦車へとそそがれた。これは歩兵支援用のT20中戦車へとつながった。

## 設計と開発
1941年、アメリカ合衆国兵器部門の長官は、当時生産中であったイギリスのチャーチル歩兵戦車よりも、強力かつ強固に装甲された装甲戦闘車両の設計に関して議論するため、イギリスを訪問した。
本車の設計は、イギリスのQF 6ポンド砲またはアメリカ製の75 mm 砲を装備するものであった。これらはM4中戦車と多くの部品を共通化していたが、装甲に関しては約二倍の厚みを持つ101.6 mm が砲塔に採用された。
1942年、イギリスでは当初8,500輌の生産を指示していた。1944年に完了した先行試作型の試験は、本車が実戦投入するにはあまりにも過重であることを示していた。この時すでに、イギリス軍は改良型のチャーチル歩兵戦車を、アメリカ軍はM4A3E2中戦車ジャンボを運用していたことから、T14突撃戦車のこれ以上の開発は中止された。
本車はアメリカン・ロコモーティブ・カンパニーにより2輌のみが製造され、アメリカで試験された車輛と、イギリスへは試験用の車輛が輸送された。イギリスの車輛はボービントン戦車博物館で展示されている。

## 登場作品

### ゲーム
『World of Tanks』
アメリカ重戦車「T14」として販売。
『WarThunder』
アメリカツリーの課金枠でT14の名称で実装済